# میان‌دوهان علیا
میان‌دوهان علیا روستایی است در شهرستان کوهرنگ، بخش بازفت، استان چهارمحال و بختیاری.